# Gilbert Green
Pour les articles homonymes, voir Green.
Gilbert Green est un acteur américain né le 1er janvier 1914 à New York (États-Unis), décédé le 15 avril 1984  à Tarzana (États-Unis).

## Biographie
Il participe comme soldat à la Seconde Guerre mondiale sur le sol français. Il réalise l'essentiel de sa carrière d'acteur dans les années 1960 et 1970.
Il est le père de Marie-Christine Rollet qui vit actuellement en France.

## Filmographie
- 1961 : Homicide (Homicidal) de William Castle : Lt. Miller
- 1961 : Par l'amour possédé (By Love Possessed) : Mr. Woolf
- 1962 : Allô, brigade spéciale (Experiment in Terror) : Agent spécial
- 1962 : Pressure Point : Jewish Father
- 1965 : La Créature des ténèbres (Dark Intruder) : Harvey Misbach
- 1966 : Papa Schultz (Hogan's Heroes) (TV) : Gen. Hans Stofle (# Saison 1, Épisode 19)
- 1967 : Comment réussir en amour sans se fatiguer? (Don't Make Waves) : Journaliste
- 1968 Le Virginien (TV) saison 6 épisode 07 (Ah Sing vs Wyoming) : Sy Bailey
- 1970 : Halls of Anger : Mr. Cargyll
- 1970 : The Psychiatrist: God Bless the Children (TV) : Dr. Lewis
- 1972 : The Man (en) : Congressman Hand
- 1973 : Honor Thy Father (TV) : Gaspare de Gregorico
- 1973 : Book of Numbers
- 1973 : Complot à Dallas (Executive Action) : Paulitz
- 1975 : Starsky et Hutch (TV): Julius Stryker  (Saison 1 Épisode 5)
- 1979 : Norma Rae de Martin Ritt : Al Landon
- 1982 : 40 Days of Musa Dagh